# Repertorium der Nederlandse Wijsbegeerte
Het Repertorium der Nederlandse Wijsbegeerte is een van de belangrijke bijdragen van Professor Dr. Johannes Jacobus Poortman. Het is een inventaris van alle publicaties in de Nederlandse taal of door Nederlandse of Vlaamse auteurs geschreven over filosofie. 
Na het overlijden van Prof. Poortman (1970) werd het werk voortgezet door Wim Klever. Tot 3 december 2018 kon het online worden geraadpleegd als de Kennisbank Filosofie in Nederland.